# Градски женски хор „Барили” Пожаревац
Градски женски хор „Барили” Пожаревац основан је 1992. године од стране Центра за културу Пожаревац. Име је добио по чувеној српско-италијанској породици, чији је најистакнутији члан била сликарка Милена Павловић-Барили. Седиште Хора се налази у простору Свечане сале Скупштине града Пожаревца. Од 1997. године Хор добија статус установе културе. У свом репертоару, Хор изводи уметничку књижевност у распону од средњег века до савременог доба. 
Хор је остварио сарадњу са Београдском филхармонијом, Београдским дувачким квинтeтом „Les Bacchanalas”, гудачки оркестром „Horreum Margi” и многим другим афирмисаним оркестрима. Наступа за потребе и у организацији Скупштине града Пожаревца на назначајнијим манифестацијама у Браничевском округу, као и наступима поводом обележавања државних празника, Недељама културе и другим културним пројектима у сарадњи са представништвима страних земаља.
Неке од најзначајнијих награда које је освојио Хор су Трећа награда жирија на Међународном мајском хорском конкурсу „Професор Георги Димитров” у Варни 1995. године, Златна медаља међународног хорског такмичења „Оrlando di Lasso” у Риму 1998. године, Друга награда жирија међународног хорског конкурса у Будимпешти 2003. године, по две Сребрне медаље на Првој хорској олимпијади у Линцу 2000. године и на Петим светским хорским играма у Грацу, 2008. године. Хор је добио Октобарско признање града Пожаревца и Награду амбасаде Јапана 2021. године. 